# Araucanización

Áreas de agricultura aborigen en Argentina y países vecinos en el momento de la conquista española.

Se denomina araucanización o mapuchización a la hipótesis de un proceso de expansión y difusión de un conjunto de rasgos culturales —tales como la lengua mapudungún, costumbres, creencias y rituales, así como sus conocimientos sobre el tejido, metalurgia y cultivos— de una etnia o raza diferenciada, llamados araucanos y considerados habitantes de tierras al oeste de la cordillera de los Andes, lo que actualmente es territorio chileno, por sobre otros pueblos prehispánicos, considerados propios del territorio que actualmente es Argentina como los tehuelches, puelches, pehuenches, querandíes, ranqueles y tehues.
Ha sido puesta en cuestión, criticada y desmentida por antropólogos e historiadores, tanto por los argumentos de diferencias raciales que sustentan la hipótesis, como por lo incongruente de identificar a los pueblos preexistentes como miembros de una nacionalidad todavía no constituida, así también por la fuerte impronta y uso político de la hipótesis en el marco de la justificación de las acciones organizadas por los estados chileno y argentino a finales del siglo XIX, conocidas con los nombres de "Pacificación de la Araucanía" y "Conquista del Desierto", y el actual conflicto mapuche.

## Origen del concepto
"Araucanos" es el nombre dado por los españoles a los indígenas que habitaban la región histórica de Araucanía o Arauco, teniendo su origen en el poema épico del publicado en 1569 "La Araucana" de Alonso de Ercilla y Zúñiga. Se ha postulado que «Arauco» podría derivar de una castellanización de la palabra mapuche ragko, 'agua gredosa', que los españoles habrían usado para los habitantes de un sitio llamado así y que luego por metonimia se habría extendido a todos los restantes pueblos del área.
De ahí, proviene el concepto de "Araucanización", que aparece en la mitad del Siglo XX, de la mano de Salvador Canals Frau, americanista español contratado por el estado argentino, quien lo utilizó en su contribución al primer volumen del "Handbook of South American Indians".

## Territorio de expansión
La hipótesis plantea la araucanización como un proceso que se extendió desde un vasto territorio inicial, que actualmente comprende las regiones de la Araucanía, el Biobío, Los Ríos y Los Lagos en Chile hacia el este, atravesando la Cordillera de los Andes, para ubicarse después en el actual territorio de Argentina, dándose primero a los valles cordilleranos y luego a la Pampa y la Patagonia oriental, empezando por el norte de la provincia del Chubut, provincias del Neuquén, Río Negro, La Pampa, el sur de las provincias de Mendoza y San Luis, y en la Provincia de Buenos Aires hasta las inmediaciones de Río Salado.

## Historia

### Antecedentes
El origen de los mapuches o araucanos aún es discutido. Sin embargo, hacia el siglo V ya existían manifestaciones culturales en Chile y Argentina que pueden rastrearse hasta la época actual, como los restos de la cultura Pitrén, antecesora de la mapuche se habría extendido a las zonas norte y centro de Neuquén, en el lado este de la Cordillera de los Andes. Así lo afirma el historiador mapuche José Millalén Paillal:

No obstante que la historiografía tradicional chilena y argentina se ha esforzado en hacer creer que el poblamiento mapuche de la amplia zona ubicada al oriente de la cordillera de Los Andes se habría producido tardíamente entre los siglos XVIII y XIX en el marco de un proceso que han denominado "araucanización de las pampas", la revisión detallada de fuentes de los inicios del periodo colonial que reiterada y tempranamente hacen referencia a la existencia de la población Puelche (puel: este, che: gente; gente del este en mapudungun), la existencia de toponimia mapuche registrada también tempranamente por viajeros y misioneros españoles en esta zona, los datos aportados por la arqueología (cerámica del tipo Pitrén en las zonas norte y centro de la provincia de Neuquén hacia fines del primer milenio de nuestra era), sumada a la existencia actual de memoria histórica mapuche de que el así llamado Puelmapu constituye parte del territorio ancestral, hacen suponer fundadamente que su presencia en este amplio espacio del oriente cordillerano es muy anterior a lo tradicionalmente sugerido por diversos autores de ambos países.
José Millalén Paillal

Según el registro etnohistórico, en el siglo XVI, los araucanos se ubicaban geográficamente entre los ríos Itata y Toltén, en Chile, y se encontraban emparentados lingüística y culturalmente con los grupos mapuches vecinos denominados hoy picunche y huilliche.
Los mapuches presentaron una gran resistencia a la dominación tanto del Tawantinsuyo como de la Corona española durante todo el siglo XVI, logrando expulsar a los españoles de su territorio. La guerra de Arauco se prolongó durante toda la primera mitad del siglo XVII hasta la última gran rebelión mapuche de 1655, fecha desde la cual las relaciones fronterizas se distendieron y se produjeron importantes transformaciones sociales en el pueblo mapuche, fruto de su expansión a las pampas argentinas y la intensificación del comercio entre estos y los criollos.
A lo largo del tiempo, y como resultado de estos contactos, hubo cambios en la cultura y sociedad mapuche; los señoríos de base tribal se organizaron en proto estados independientes llamados butalmapus. El poder se concentró en torno a las familias de los loncos ante necesidad de organizarse en las guerras contra los europeos y crear grandes ejércitos para rechazarlos, comerciar con ellos y concentrar el ganado y riquezas para tener más poder de negociación en los parlamentos con los criollos.

### Proceso de araucanización

#### En Chile
Previamente, para mediados del siglo XVI, el área norte de Chiloé ya estaba poblada por un pueblo horticultor y pescador de lengua mapuche y que en la historiografía es conocido como cunco (a menudo considerados como una parcialidad de los huilliche), y de quienes se cree que habían arribado a la zona desde el continente unos siglos antes. A partir de esta migración, este grupo habría aculturizado parcialmente a los payos y a los chonos.

#### En Argentina
El arqueólogo, historiador y escritor Rodolfo Casamiquela afirmó: 

“Era tehuelche septentrional puro José María Yanquetruz, a pesar de su nombre araucano. Lo era Catriel el Viejo, a pesar de lo mismo; lo eran Chokori y Shaihueque (padre e hijo), aquél sableado por Rosas, éste, señor de Las Manzanas (sur del Neuquén) en tiempos de Moreno y Musters. Todos estos ejemplos para que se entienda que la araucanización más que un traslado masivo de tribus, de hombres, fue un proceso, una especie de oleada, la que por su índole, esencialmente cultural, y por el hecho de transitar por encima de pueblos intermedios, es denominada por algunos antropólogos "transculturación". Así la mayoría de los indígenas del ámbito extraandino oriental, según he dicho, para mediados del siglo pasado (o mejor, antes de la Conquista del Desierto, que comenzó poco antes del 80) eran de abolengo local, aculturados o transculturados. Con creciente sangre araucana, sin duda, y hablantes de esa lengua (aunque en parte bilingües), y alternando el "quillango" de pieles -tehuelche- por el poncho tejido -araucano- pero conservando -e imponiendo- el toldo y la boleadora locales...”

Iniciado en Argentina este proceso alrededor del siglo XVI, o quizás antes según indica la toponimia y algunos hallazgos arqueológicos en la región cordillerana. Este proceso se desarrolló fundamentalmente entre los siglos XVII y el XVIII extendiéndose paulatinamente a territorios que actualmente son parte del sur mendocino, Neuquén y las llanuras mediante la difusión de elementos culturales y el desplazamiento de pequeños grupos de pehuenche araucanizados y huilliches y posteriormente de mapuches de la Araucanía (los mapuches usaron los nombres tehuelche -chewelche "gente nómada"- y puelches -pwelche "gente del este"- para denominar varias de las etnias de esta región de manera un tanto inconsistente.
Debido a la relación que los mapuches tenían desde antes de mediados del siglo XVIII con pueblo nativos que habitaban al este de la Cordillera de Los Andes, después de la independencia de Chile, una parte de las fuerzas mapuches que lucharon principalmente en el bando realista, decidieron a emigrar hacia la región pampeana de Argentina, donde ya había mapuches que convivían con los tehuelches, conformando la Confederación boroana.
El interés de estos grupos mapuches por esta región se centraba, esencialmente, en su riqueza del ganado. Otra razón fue la presión demográfica que ejercían los españoles en sus campañas en la región de Arauco. Además estaba la alta densidad demográfica de la comarca, aunque las autoridades estimaban en 100 000 o 70 000 salvajes en 1793 y 1812 respectivamente, la cifra real probablemente alcanzaba las 150 000 a 200 000 personas. A partir de entonces es que empezaron las grandes migraciones a la Pampa, donde ya habitaban mapuches entremezclados con los tehuelches y ranqueles.
Ya en una fecha tan temprana como 1810 los huilliches de Valdivia migraron a Salinas Grandes. A estos se les sumaron la mayor de las migraciones, producida entre 1818 y 1823: la de los vorogas. Esta última inmigración, según el profesor Roberto Edelmiro Porcel —miembro de número de la Academia Argentina de la Historia— se produjo durante el transcurso de la Guerra a muerte en Chile, desde 1819 hasta 1824, mediante numerosas inmigraciones de mapuches al este de la Cordillera de los Andes, que llegaron a las Salinas Grandes, Sierra de la Ventana, Guaminí y Epecuén.
Es así como durante la Guerra de la Independencia de Chile, los mapuches vorogas del Cautín que lucharon a favor de los españoles en apoyo del rey Fernando VII, vencidos, huyeron a la Argentina junto con los hermanos Pincheira y sus guerrilleros realistas. En su viaje fueron acompañados por abajinos de Venancio Coñoepán de Cholchol y los huilliches de Maquehua. El número de vorogas que cruzaron la cordillera fue de 10 000 contando lanzas y chusma. Tras malonear primeramente en el sur de Mendoza, San Luis, Córdoba, Santa Fe y oeste de Buenos Aires, luego ocuparon con el apoyo de los Pincheira y sus soldados las tierras de los pampas, a los que vencieron y persiguieron. De hecho, la presión demográfica de los recién llegados se hizo sentir de inmediato, los ranqueles por ejemplo tuvieron que moverse al norte-centro de la Pampa, aunque luego se expandieron a Tandil. Por otro lado, los tehuelches y pampas fueron desplazados hacia el norte de la Pampa o hacia la Patagonia o se mestizaron con los araucanos. Por ejemplo, los manzaneros que vivían entre el lago Nahuel Huapi y la actual San Carlos de Bariloche eran una agrupación formada por pehuenches, huilliches y tehuelches.
A su vez, los vorogas fueron masacrados el 8 de septiembre de 1834 por los huilliches de Calfucurá en Masallé con la aprobación de Juan Manuel de Rosas. El huilliche había llegado a las Grandes Salinas con apenas cien guerreros. Algunos sobrevivientes se dispersaron y terminaron formando la tribu de Coliqueo, pero la mayoría optó por el sometimiento a Calfucurá. Esta actitud se puede deber a que en 1830 las dos tribus más poderosas de la Pampa, ranqueles y vorogas, se habían unificado bajo el mando de Yanquetruz, pero al año siguiente los primeros abandonaron la alianza producto de su desconfianza a Rosas, ya que creían que este planeaba atacarlos. Así, los vorogas permanecieron aliados de Buenos Aires y tuvieron que avanzar contra los tehuelches y ranqueles. Rosas, temiendo la reconstrucción de esta alianza, y esta vez no a su favor, probablemente permitió el ataque.
Otra migración de importancia fue la de los mismos Pincheira, quienes acompañados de bandoleros, guerrilleros realistas, pehuenches y algunos vorogas cruzaron en 1826 los Andes, y se instalaron entre los boroanos con los que lanzaron diversos malones a lo largo de toda la Pampa por más de dos años. Luego, en 1829 los vorogas se aliaron con Rosas y abandonaron a los realistas a cambio de poder quedarse en las Salinas Grandes. En esos mismos momentos, una tropa de 30 soldados chilenos y mil lanzas abajinas y boroanas para acabar con los realistas, pero al no contar con el apoyo bonaerense tuvieron que aliarse con los tehuelches septentrionales para combatirlos. Tras dos años la tropa de disolvió, y su líder, Venancio Coñoepán, se quedó combatiendo al servicio de Buenos Aires junto a los tehuelches y pampas a los salineros, sirviendo de cinturón defensivo ante sus incursiones, hasta que fue vencido y muerto por Calfucurá.
El vado de Choele-Choel era fundamental para el control de los arreos de ganado robado con destino a Chile, a través del llamado camino de los chilenos. Alrededor de 1821, un malón de moluches apoyados por tropas regulares de Chile, derrotó a los guerreros tehuelches, tomando el control del vado. Luego de este combate, el pueblo mapuche fue tomando posesión definitiva del territorio y mezclando su sangre con las mujeres de sus vencidos.
Este proceso comenzó a ser interrumpido por las invasiones de los estados chileno (llamada Pacificación de la Araucanía) y argentino (conocida como la Conquista del Desierto) para ocupar los territorios que consideraban parte de su dominio en virtud del uti possidetis derivado de la época colonial. Al mismo tiempo, ambos estados competían entre sí para controlar los espacios reivindicados mientras aseguraban su dominio en el área patagónica, pretendida por las potencias europeas que la consideraban terra nullius. Entre las últimas migraciones de importancia, durante la década de 1870, se produjo la emigración de unos 10 000 mapuches cruzaron desde Chile a Argentina, como consecuencia de la Pacificación de la Araucanía y durante el transcurso de la década de 1880, e igualmente otro número importante realizaría la inmigración desde Argentina hacia Chile debido a la Conquista del Desierto. Finalmente, debido a las reducciones de territorio a que fueron sometidos varios miles de mapuches en Chile, un grupo de ellos volvería a cruzar los Andes hacia Argentina desde el lado chileno durante la última década de dicho siglo.

## Crítica
La antropóloga Diana Lenton ha criticado el concepto de araucanización argumentando que el mismo se apoya sobre una concepción nacionalista ajena al ámbito y la realidad de la Pampa y la Patagonia oriental. Señala que la presencia de rasgos culturales o grupos humanos mapuche en ambas regiones fue advertida muy tempranamente por cronistas, exploradores, militares y misioneros; sin embargo, sólo se destacó como un fenómeno importante en la medida en que comienzan a consolidarse los estados nacionales argentino y chileno, a fines del siglo XIX.
En la medida en que ambos estados fueron controlando militarmente el territorio, la cuestión indígena dejó de ser un tema importante para las élites dirigentes y el tema geopolítico pasó a ser el dominante siendo la primera interpretada a partir de los conceptos de la segunda.
Lenton utiliza los textos de Estanislao Zeballos, a quien identifica como ideólogo de la Campaña del Desierto, haciendo notar que los grupos marcados por él como 'invasores chilenos' eran los que estaban exactamente en los territorios donde el estado argentino tenía proyectos de expansión o quería asegurar su dominio; sin embargo, los datos etnohistóricos indican que los indígenas que habitaban al sur del río Negro no podían ser considerados "extranjeros" en 1879 (comienzo de la mencionada campaña) ya que ellos mismos se denominaban "argentinos" y estaban establecidos en el área desde hacía generaciones.

## Debate sobre la aplicación del concepto de genocidio
El concepto genocidio surgió a partir de la segunda mitad del siglo XX con el fin de señalar aquellos "actos con la intención de destruir, total o parcialmente, a un grupo nacional, étnico, racial o religioso". En algunos medios de comunicación, y en un contexto polémico, se sostiene que la araucanización constituyó un genocidio del cual fue víctima el pueblo tehuelche. Tal es la postura sostenida por el historiador Roberto Edelmiro Porcel - miembro de número de la Academia Argentina de la Historia -, quien toma como base de su argumentación la obra de Canals Frau.
Sin embargo, antropólogos e historiadores del CONICET (Argentina) han desmentido estas imputaciones señalando que: "... los mapuches no son araucanos de origen chileno y no exterminaron a los tehuelches [...] Los mapuches, por otra parte, no son “indios chilenos”, sino pueblos preexistentes. Esto significa que vivían en estos territorios antes de que existieran los Estados y que había mapuches en lo que hoy es Argentina, así como había tehuelches en lo que hoy es Chile. A su vez, las alianzas matrimoniales entre unos y otros y los desplazamientos producidos por el avance de los Estados sobre sus territorios dieron lugar a que muchas familias se identifiquen en el presente como mapuche-tehuelche, tal como ocurre en la actual provincia de Chubut. Los tehuelches, por otra parte, no “se extinguieron”, sino que desde hace varios años luchan para demostrar que continúan existiendo y, en la Patagonia austral, han comenzado a identificarse en el espacio público como aonek’enk. Los responsables de su marginación e invisibilización no fueron los mapuches, sino las políticas de colonización".